# Chnebelburg

Le Chnebelburg est un plateau fortifié situé à Belmont, en Suisse.

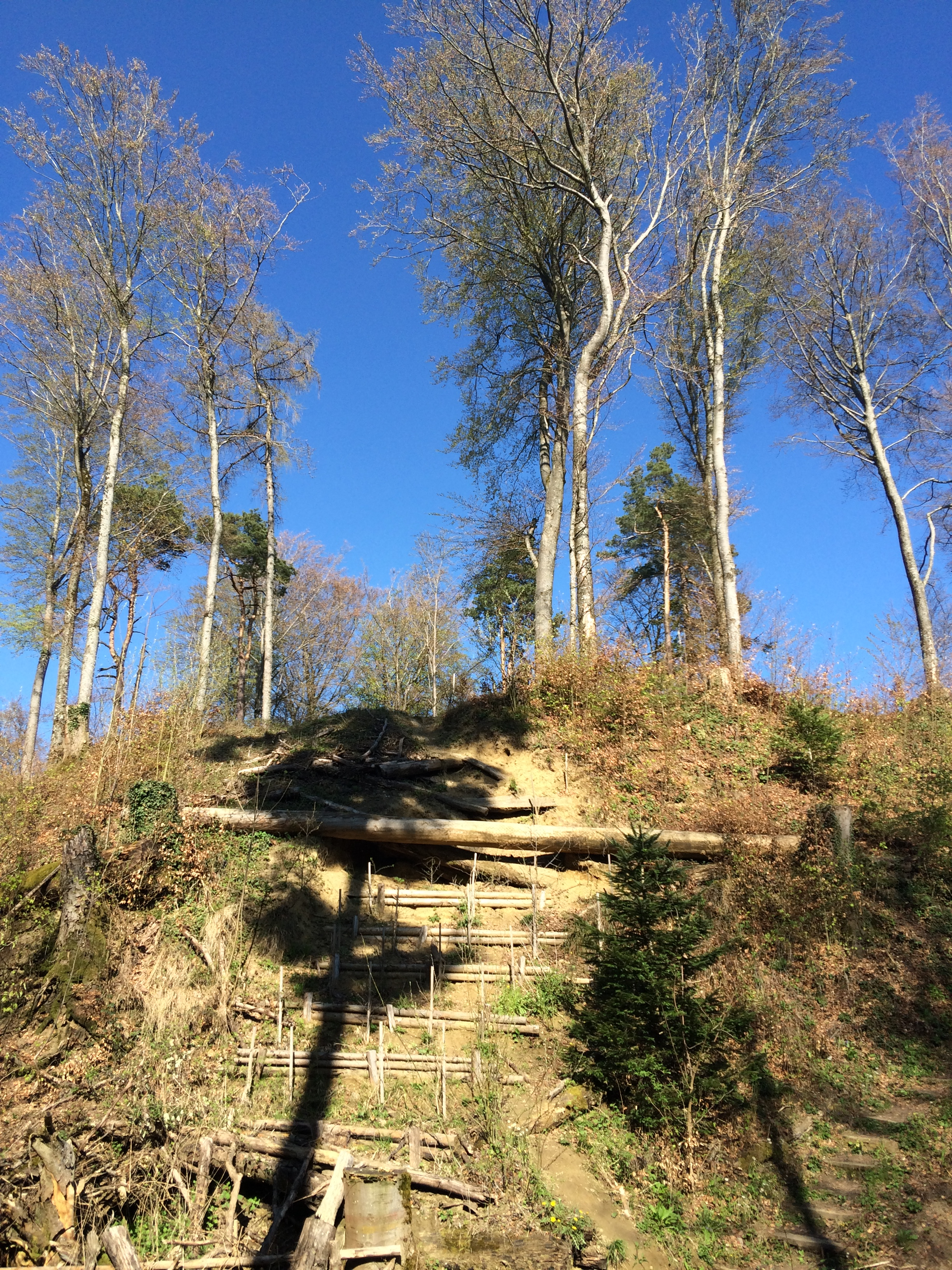
Chnebelburg.

## Description
Située dans le canton de Berne sur la colline du Jensberg, cette fortification du Haut Moyen Âge est faite de bois et de terre. Elle est de forme ovale et couvre une surface de 135x60 m,.